# Julián Balanta
Julián Balanta (Corinto, Cauca, Colombia; 16 de noviembre de 1988) es un exfutbolista colombiano. Su posición era de centrocampista ofensivo y su último equipo, en 2015, fue el Cortuluá de la Categoría Primera B de Colombia.

## Clubes
| Club     | País     | Año         |
| -------- | -------- | ----------- |
| Cortuluá | Colombia | 2007 - 2012 |
| Tauro FC | Panamá   | 2012        |
| Cortuluá | Colombia | 2012 - 2015 |

## Palmarés

### Campeonatos nacionales
| Título            | Equipo   | País     | Año  |
| ----------------- | -------- | -------- | ---- |
| Torneo Apertura B | Cortuluá | Colombia | 2009 |
| Primera B         | Cortuluá | Colombia | 2009 |
| LPF Clausura 2012 | Tauro FC | Panamá   | 2012 |